# Muhammad Dajf
Muhammad Dajf (arabsky محمد ضيف‎, rodným jménem Muhammad Dijáb Ibráhím al-Masrí; 1965 Chán Júnis – 13. července 2024 Chán Júnis, Pásmo Gazy) byl palestinský terorista a velitel Brigád Izz ad-Dína al-Kassáma, ozbrojeného křídla Hamásu, které jsou některými zeměmi považovány za teroristickou organizaci.

## Mládí
Dajf se narodil jako Muhammad Dijáb Ibráhím al-Masrí v uprchlickém táboře Chán Júnis v Pásmu Gazy v roce 1965 do rodiny palestinských uprchlíků z al-Kubajby, kteří byli nuceni opustit během arabsko-izraelské války v roce 1948. V roce 1988 absolvoval Islámskou univerzitu v Gaze. Při studiu na univerzitě vytvořil divadelní skupinu. V roce 1989 byl po 16 měsících propuštěn z izraelského vězení.

## Hamás
Dajf vstoupil do Hamásu v roce 1990 s pomocí svých dlouholetých přátel Jahjá Ajjáše a Adnána Ghúla. V roce 1994 se podílel na únosech a zabití tří vojáků Izraelských obranných sil. Spolu s Ajjášem byl zodpovědný za bombové útoky na autobusy v Jeruzalémě a Aškelonu, při nichž zahynulo asi 50 Izraelců. V březnu 2000 vyslal do Izraele pět sebevražedných atentátníků, přičemž každý z nich byl zabit Jamam. Na jaře roku 2001 byl propuštěn z vězení Palestinské autonomie. Během druhé intifády se podílel na několika bombových útocích. Velitelem Brigád Izz ad-Dína al-Kassáma se stal v červenci 2002 poté, co Izrael zlikvidoval Saláha Šihádu.
Izrael mu přičítá odpovědnost za zavraždění desítek civilistů při sebevražedných útocích od roku 1995.

### Útok palestinských teroristických skupin na Izrael (2023)
Dajf v nahrávce z prvního dne útoku uvedl, že útok byl reakcí na „znesvěcení mešity al-Aksá“ a na to, že Izrael v roce 2023 zabil a zranil stovky Palestinců. Vyzval Palestince a izraelské Araby, aby „vyhnali okupanty a zbourali zdi“. Dodal také, že operace byla zahájena, aby „nepřítel pochopil, že doba jeho řádění bez odpovědnosti skončila“.

## Pokusy o likvidaci
Celkem na něj spáchal Izrael pět náletů, které mu způsobily vážná zranění. Navzdory původním zprávám o jeho smrti při náletu z 27. září 2002 potvrdil představitel izraelské zpravodajské služby, že útok přežil.
V časných ranních hodinách 12. července 2006 stíhací letoun F16 svrhl bombu na dům, v němž se scházeli vysoce postavení představitelé Hamásu. Dajf výbuch přežil, ale utrpěl vážné zranění páteře. Po tomto útoku se Ahmad Džabarí stal úřadujícím velitelem Brigád Izz ad-Dína al-Kassáma.
Dne 19. srpna 2014 provedlo Izraelské vojenské letectvo nálet na dům v Gaze, při kterém zahynula Dajfova manželka, dvě jeho děti a tři civilisté. Následující den vydal Hamás vyjádření, ve kterém popřel smrt Dajfa.
Během izraelsko-palestinských střetů v květnu 2021 bylo oznámeno, že se izraelská armáda pokusila Dajfa zabít dvakrát během jednoho týdne, ale v obou případech se mu na poslední chvíli podařilo uniknout.

### Smrt
Dne 1. srpna 2024 izraelská armáda oznámila, že Dajf byl 13. července 2024 zabit při náletu na jihu Pásma Gazy. Hamás na žádost o komentář nereagoval. Některé zdroje z Hamásu začátkem listopadu 2024 naznačily, že Dajf je po smrti. Jeho smrt by měly potvrzovat testy na vzorcích tkání odebraných z části těla nalezeného po izraelském bombardování. Okamžitou identifikaci stěžovalo znetvoření nalezených ostatků. Smrt by měla potvrzovat i ztráta komunikace s Dajfem, kterou se nepodařilo navázat. Na konci ledna 2025 Dajfovo zabití potvrdil i Hamás.